# 기장군의 국회의원
본 문서는 부산광역시 기장군(1995년~현재)의 국회의원 목록을 정리해두었으나, 경남 양산군에 병합되어 폐지된 경남 동래군(1948년~1973년)의 국회의원 목록도 함께 다룬다.

## 행정구역 변천
- 1945년 8월 15일 경상남도 동래군
- 1963년 1월 1일 동래군 구포읍·사상면을 부산직할시 부산진구에, 북면·기장면 송정리를 부산직할시 동래구에 각각 편입, 울주군 서생면을 동래군에 편입
- 1973년 7월 1일 동래군을 폐지하고 양산군에 병합
- 1983년 2월 15일 양산군 서생면을 울주군에 환원
- 1995년 3월 1일 양산군 기장읍·장안읍·철마면·일광면·정관면에 부산광역시 기장군 설치

## 기장군의 역대 국회의원 일람
| 대수         | 이름           | 소속정당     | 임기                             | 선거구역                                                     | 개표결과 |
| ------------ | -------------- | ------------ | -------------------------------- | ------------------------------------------------------------ | -------- |
| 제1대        | 김약수(金若水) | 조선공화당   | 1948년 5월 31일~1950년 5월 30일  | 동래군: 동래군 일원(제16선거구)                              | 보기     |
| 제2대        | 김범부(金凡父) | 무소속       | 1950년 5월 31일~1954년 5월 30일  | 동래군: 동래군 일원(제17선거구)                              |          |
| 제3대        | 김법린(金法麟) | 자유당       | 1954년 5월 31일~1958년 5월 30일  | 동래군: 동래군 일원(제17선거구)                              |          |
| 제4대        | 조일재(趙一載) | 민주당       | 1958년 5월 31일~1960년 7월 28일  | 동래군: 동래군 일원(제25선거구)                              |          |
| 제5대 민의원 | 조일재(趙一載) | 민주당       | 1960년 7월 29일~1961년 5월 16일  | 동래군: 동래군 일원(제25선거구)                              |          |
| 제6대        | 노재필(盧載弼) | 민주공화당   | 1963년 12월 17일~1967년 6월 30일 | 양산군·동래군: 양산군·동래군 일원(제11선거구)                |          |
| 제7대        | 노재필(盧載弼) | 민주공화당   | 1967년 7월 1일~1971년 6월 30일   | 양산군·동래군: 양산군·동래군 일원(제11선거구)                |          |
| 제8대        | 신상우(辛相佑) | 신민당       | 1971년 7월 1일~1972년 10월 17일  | 양산군·동래군: 양산군·동래군 일원(제14선거구)                |          |
| 제9대        | 김원규(金元圭) | 민주공화당   | 1973년 3월 12일~1979년 3월 11일  | 울산시·울주군·동래군: 울산시·울주군·동래군 일원(제4선거구)   |          |
| 제9대        | 최형우(崔炯佑) | 신민당       | 1973년 3월 12일~1979년 3월 11일  | 울산시·울주군·동래군: 울산시·울주군·동래군 일원(제4선거구)   |          |
| 제15대       | 김기재(金杞載) | 신한국당     | 1996년 5월 30일~1998년 4월 6일   | 해운대구·기장군 을: 해운대구 중1동 중2동 송정동, 기장군 일원 |          |
| 제15대       | 김동주(金東周) | 자유민주연합 | 1998년 7월 22일~2000년 5월 29일  | 해운대구·기장군 을: 해운대구 중1동 중2동 송정동, 기장군 일원 |          |
| 제16대       | 안경률(安炅律) | 한나라당     | 2000년 5월 30일~2004년 5월 29일  | 해운대구·기장군 을: 해운대구 중1동 중2동 송정동, 기장군 일원 |          |
| 제17대       | 안경률(安炅律) | 한나라당     | 2004년 5월 30일~2008년 5월 29일  | 해운대구·기장군 을: 해운대구 중1동 중2동 송정동, 기장군 일원 |          |
| 제18대       | 안경률(安炅律) | 한나라당     | 2008년 5월 30일~2012년 5월 29일  | 해운대구·기장군 을: 해운대구 중1동 중2동 송정동, 기장군 일원 |          |
| 제19대       | 하태경(河泰慶) | 새누리당     | 2012년 5월 30일~2016년 5월 29일  | 해운대구·기장군 을: 해운대구 중1동 중2동 송정동, 기장군 일원 |          |
| 제20대       | 윤상직(尹相直) | 새누리당     | 2016년 5월 30일~2020년 5월 29일  | 기장군 일원                                                  |          |
| 제21대       | 정동만(鄭東萬) | 미래통합당   | 2020년 5월 30일~2024년 5월 29일  | 기장군 일원                                                  |          |
| 제22대       | 정동만(鄭東萬) | 국민의힘     | 2024년 5월 30일~                 | 기장군 일원                                                  |          |

## 같이 보기
- 부산 부산진구의 국회의원
- 부산 동래구의 국회의원
- 부산 해운대구의 국회의원
- 부산 북구의 국회의원
- 부산 강서구의 국회의원
- 울주군의 국회의원
- 김해시의 국회의원
- 양산시의 국회의원
- 해운대구·기장군 갑
- 해운대구·기장군 을
- 기장군 (선거구)